# Görögország az 1994. évi téli olimpiai játékokon
Görögország a norvégiai Lillehammerben megrendezett 1994. évi téli olimpiai játékok egyik részt vevő nemzete volt. Az országot az olimpián 5 sportágban 9 sportoló képviselte, akik érmet nem szereztek.

## Alpesisí
Női
| Versenyző      | Versenyszám | 1. futam | 1. futam | 2. futam      | 2. futam      | Összesítés | Összesítés |
| Versenyző      | Versenyszám | Idő      | Hely.    | Idő           | Hely.         | Idő        | Helyezés   |
| -------------- | ----------- | -------- | -------- | ------------- | ------------- | ---------- | ---------- |
| Thomaí Lefúszi | Műlesiklás  | 1:12,16  | 35.      | nem ért célba | nem ért célba | kiesett    | kiesett    |

## Biatlon
Férfi
| Versenyző                          | Versenyszám  | Lövőhiba    | Időeredmény | Helyezés |
| ---------------------------------- | ------------ | ----------- | ----------- | -------- |
| Athanásziosz „Thanászisz” Cakírisz | 10 km sprint | 3 (0+3)     | 32:21,5     | 56.      |
| Athanásziosz „Thanászisz” Cakírisz | 20 km egyéni | 1 (0+0+0+1) | 1:01:51,7   | 37.      |

## Bob
| Versenyző                          | Versenyszám | 1. futam | 1. futam | 2. futam | 2. futam | 3. futam | 3. futam | 4. futam | 4. futam | Összesítés | Összesítés |
| Versenyző                          | Versenyszám | Idő      | Hely.    | Idő      | Hely.    | Idő      | Hely.    | Idő      | Hely.    | Idő        | Helyezés   |
| ---------------------------------- | ----------- | -------- | -------- | -------- | -------- | -------- | -------- | -------- | -------- | ---------- | ---------- |
| Greg Sebald Hrisztopulosz Marínosz | Kettes      | 54,83    | 36.      | 54,83    | 35.*     | 55,03    | 36.      | 54,71    | 32.      | 3:39,40    | 34.        |

* - egy másik csapattal azonos eredményt ért el

## Sífutás
Férfi
| Versenyző                          | Versenyszám         | Eredmény      | Helyezés      |
| ---------------------------------- | ------------------- | ------------- | ------------- |
| Nikólaosz „Níkosz” Anasztaszíadisz | 10 km               | 31:00,3       | 86.           |
| Nikólaosz „Níkosz” Anasztaszíadisz | 15 km üldözőverseny | 51:23,9       | 73.           |
| Nikólaosz „Níkosz” Anasztaszíadisz | 30 km               | 1:30:54,7     | 68.           |
| Níkosz Kalofirisz                  | 10 km               | 30:17,0       | 82.           |
| Níkosz Kalofirisz                  | 15 km üldözőverseny | nem ért célba | nem ért célba |
| Níkosz Kalofirisz                  | 30 km               | 1:36:30,5     | 70.           |
| Hrísztosz Títasz                   | 10 km               | 30:37,0       | 83.           |
| Hrísztosz Títasz                   | 30 km               | 1:36:41,5     | 71.           |

## Szánkó
| Versenyző       | Versenyszám | 1. futam | 1. futam | 2. futam | 2. futam | 3. futam | 3. futam | 4. futam | 4. futam | Összesítés | Összesítés |
| Versenyző       | Versenyszám | Idő      | Hely.    | Idő      | Hely.    | Idő      | Hely.    | Idő      | Hely.    | Idő        | Helyezés   |
| --------------- | ----------- | -------- | -------- | -------- | -------- | -------- | -------- | -------- | -------- | ---------- | ---------- |
| Szpírosz Pinasz | Férfi egyes | 51,996   | 25.      | 52,170   | 25.      | 51,782   | 23.*     | 51,864   | 23.      | 3:27,812   | 24.        |
| Greta Sebald    | Női egyes   | 1:43,585 | 24.      | 50,824   | 23.      | 49,777   | 19.      | 49,955   | 18.      | 4:14,141   | 24.        |

* - egy másik versenyzővel azonos eredményt ért el